# Phrynopus sancristobali
Phrynopus sancristobali — вид жаб родини Strabomantidae. Описаний у 2023 році.

## Поширення
Ендемік Перу. Відомий з екотону між вологою пуною та гірським лісом на висоті 3910 м над рівнем моря на лівій стороні долини Апурімак у департаменті Аякучо.

## Опис
Вид відрізняється від однорідних тим, що має пустули на тильній частині світло-коричневого кольору з темно-коричневими сітками, що оточують ареоли. Забарвлення складається з золотисто-коричневих боків із сірими або темно-коричневими плямами, долоні блідо-помаранчеві, підошви темно-помаранчеві, пальці IV і V темно-коричневі. Спина та живіт від кремового до жовтого з сірими або світло-коричневими плямами, а пах і горло темно-помаранчеві. Довжина тіла (SVL) становить 20,7 і 22,2 мм у двох досліджених самиць і 19,5 мм в одного самця.